# Krumme Grund – Pamelsche Grund
Koordinaten: 51° 42′ 15″ N, 8° 49′ 33″ O

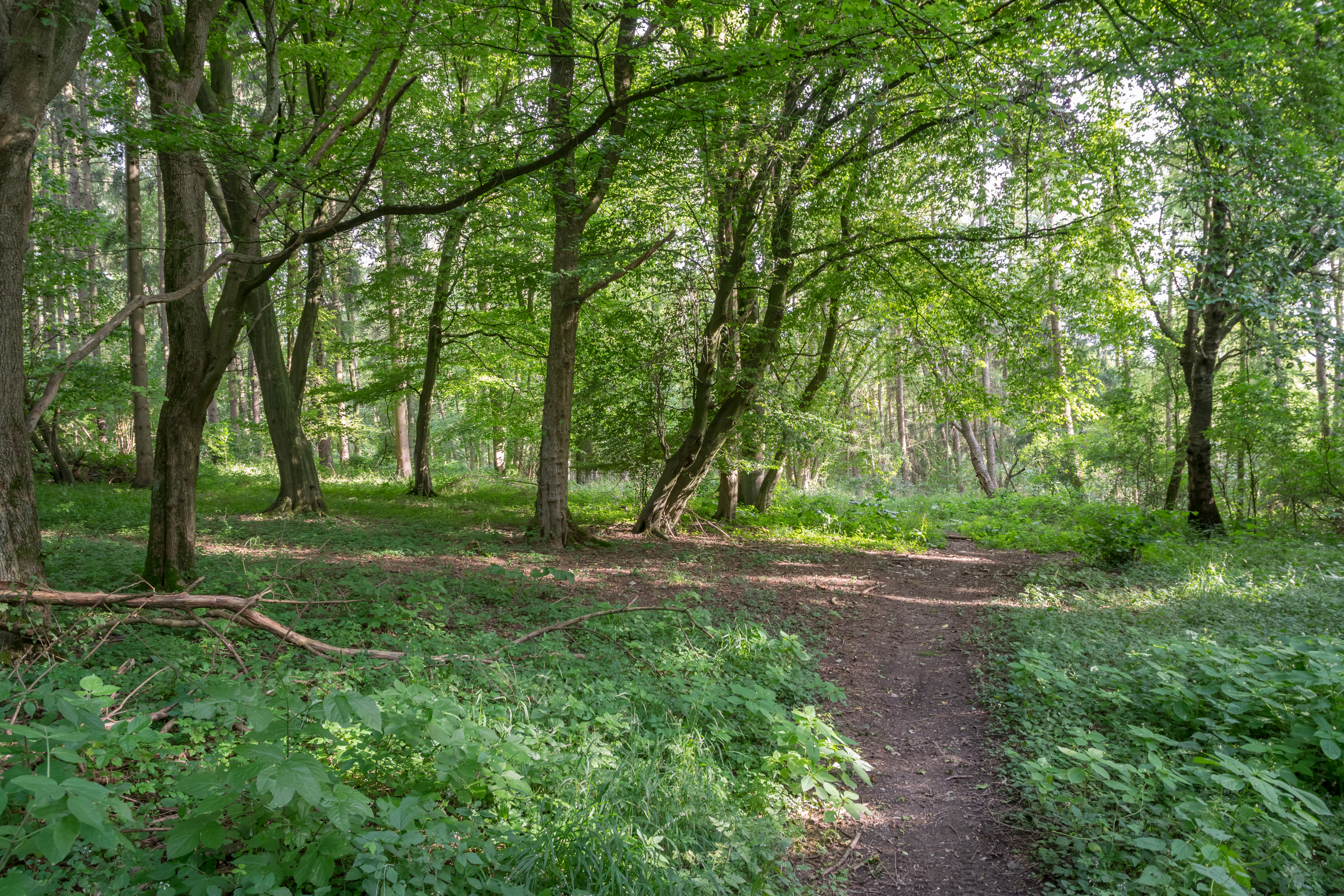
Naturschutzgebiet Krumme Grund – Pamelsche Grund (Juli 2017)

Das Naturschutzgebiet Krumme Grund – Pamelsche Grund liegt auf dem Gebiet der kreisfreien Stadt Paderborn in Nordrhein-Westfalen. Das Gebiet erstreckt sich südöstlich der Kernstadt Paderborn und nordwestlich von Dahl, einem südöstlichen Stadtteil von Paderborn. Die B 64 verläuft nördlich.

## Bedeutung
Das etwa 934 ha große Gebiet wurde im Jahr 1999 unter der Schlüsselnummer PB-052 unter Naturschutz gestellt. Es handelt sich um ein Trockental der Paderborner Hochfläche. Im Schutzgebiet kommen Magergrünland und Halbtrockenrasen sowie auch teilweise naturnahe Mischwälder und wärmeliebende Gebüsche vor.